# La Quatrième Dimension (film)
Pour les articles homonymes, voir La Quatrième Dimension.
Pour plus de détails, voir Fiche technique et Distribution.
La Quatrième Dimension (Twilight Zone: The Movie) est un film américain sorti en 1983. Il s'agit d'un film à sketches composé de quatre segments réalisés par John Landis, Steven Spielberg, Joe Dante et George Miller, d'un prologue et d'un épilogue, réalisés par John Landis. Il a été réalisé en hommage à la série télévisée américaine du même nom créée par Rod Serling diffusée dès 1959 à la télévision.
Le film est notamment connu pour l'accident d'hélicoptère qui causa la mort de trois acteurs, dont deux enfants, lors du tournage.

## Synopsis

### Le prologue (Something Scary) deJohn Landis
Une route déserte, au beau milieu de la nuit. Dans une voiture, un auto-stoppeur et le conducteur qui l'a pris en charge chantent gaiement en chœur la chanson The Midnight Special de Creedence Clearwater Revival que joue la cassette sur l'autoradio lorsque la bande magnétique se coince et se brise dans le mécanisme de celui-ci. Les deux automobilistes désappointés décident alors de jouer à deviner les noms de séries télévisées dont ils fredonnent tour à tour les indicatifs. Après avoir évoqué avec enthousiasme La Quatrième Dimension et les frissons que leur donnaient certains épisodes, le passager demande au conducteur s'il aurait vraiment envie de claquer des dents. Ce dernier répondant par l'affirmative, il lui propose de lui montrer quelque chose, en insistant pour qu'il s'arrête sur le bas-côté au préalable...

### Premier segment:Time OutdeJohn Landis
(inspiré de l'épisode La Grandeur du pardon de la série La Quatrième dimension)
En sortant d'un bar où il a émis haut et fort ses opinions racistes, Bill Connor se retrouve tour à  tour dans la peau d'un Juif en France occupée, dans celle d'un Noir pourchassé par le Ku Klux Klan puis dans celle d'un Asiatique en pleine guerre du Viêt Nam. Son cauchemar se termine dans un train en route pour un camp de concentration.

### Deuxième segment:Kick the CandeSteven Spielberg
(Remake de l'épisode Jeux d'enfants de la série La Quatrième dimension)
Dans un hospice de vieillards, un certain monsieur Bloom réapprend l'enfance aux pensionnaires, qui retrouvent miraculeusement l'apparence de leur enfance.

### Troisième segment:It's a Good LifedeJoe Dante
(Remake de l'épisode C'est une belle vie de la série La Quatrième dimension)
Un jeune garçon utilise d'étranges pouvoirs pour retenir prisonnier dans un univers de dessin animé un groupe de gens qu'il force à jouer sa famille.

### Quatrième segment:Nightmare at 20,000 FeetdeGeorge Miller
(Remake de l'épisode Cauchemar à 20000 pieds de la série La Quatrième dimension)
John Valentine, auteur spécialisé dans l'électronique de pointe, est gagné par la panique alors que le Boeing 707 assurant son vol de nuit traverse un violent orage. Ne pouvant s'empêcher de scruter le ciel par le hublot, il aperçoit bientôt une étrange créature (gremlin en anglais) juchée sur le réacteur extérieur et occupée à en dépecer le capot, jetant les lambeaux de métal arrachés dans la soufflante. En proie à la paranoïa et mettant les autres passagers et l'équipage en émoi, Valentine, qui est apparemment le seul à voir le monstre, parvient à s'emparer du revolver d'un agent de la police de l'air présent à bord qui tente de le maîtriser pour tirer sur le hublot, dépressurisant le fuselage et se retrouvant à moitié aspiré au dehors avant de tirer à nouveau sur la démoniaque entité. Celle-ci s'approche alors de lui en rampant sur l'aile, le désarme puis, réalisant que l'appareil est sur le point d'atterrir en apercevant les lumières de l'aéroport, se contente de lui plaquer sa main gluante et griffue sur le visage avant de disparaître dans les nues, non sans avoir adressé à Valentine un taquin geste de réprobation en guise d'adieu.
N.B : cette histoire de « Gremlin », traduit par "diablotin" dans la version française de la série, fait référence au livre de Roald Dahl publié en 1943.

### Épilogue:Even ScarierdeJohn Landis
Après l'atterrissage, l'équipage et les passagers se remettent de leurs émotions en commentant les événements qu'ils viennent de vivre, tandis que les mécaniciens de l'aéroport découvrent avec stupeur les dégâts subis par le réacteur en se demandant ce qui a bien pu les provoquer. Valentine est emmené dans une ambulance dont le chauffeur n'est autre que l'auto-stoppeur du prologue, qui coupe la sirène pour enclencher derechef une cassette jouant The Midnight Special de Creedence Clearwater Revival, avant de demander à son patient s'il s'est fait une grosse peur et de s'enquérir s'il voudrait vraiment, vraiment claquer des dents...

## Fiche technique
Sauf indication contraire, les informations mentionnées dans cette section peuvent être confirmées par la base de données cinématographiques IMDb,  présente dans la section « Liens externes ».
- Titre français : La Quatrième Dimension
- Titre original : Twilight Zone: The Movie
- Réalisation : John Landis, Steven Spielberg, Joe Dante et George Miller
- Scénario : John Landis, George Clayton Johnson, Richard Matheson, Melissa Mathison, Jerome Bixby et Robert Garland (non crédité)
- Musique originale : Jerry Goldsmith
- Production : Steven Spielberg et John Landis
- Production déléguée : Frank Marshall
- Production associée : Jon Davison, Michael Finnell et Kathleen Kennedy
- Société de production : Warner Bros.
- Société de distribution : Warner Columbia (France)
- Pays de production :  États-Unis
- Genres : fantastique, horreur, science-fiction
- Durée : 101 minutes
- Dates de sortie[1] :
  - États-Unis : 24 juin 1983
  - France : 1er février 1984

### Prologue
- Titre original : Something Scary
- Réalisation et scénario : John Landis
- Costumes : Deborah Nadoolman
- Montage : Malcolm Campbell
- Photographie : Steven Larner
- Production : George Folsey Jr.

### Premier épisode
- Titre original : Time Out
- Réalisation et scénario : John Landis
- Montage : Malcolm Campbell
- Photographie : Steven Larner
- Production : George Folsey Jr.

### Deuxième épisode
- Titre original : Kick the Can
- Réalisation : Steven Spielberg
- Scénario : Richard Matheson, d'après l'épisode Jeux d'enfants (Kick the Can)[2] écrit par George Clayton Johnson
- Montage : Michael Kahn
- Photographie : Allen Daviau

### Troisième épisode
- Titre original : It's a Good Life
- Réalisation : Joe Dante
- Scénario : Jerome Bixby et Richard Matheson, d'après l'épisode C'est une belle vie (It's a Good Life)[3] écrit par Rod Serling, lui-même basé sur la nouvelle C’est vraiment une bonne vie de Jerome Bixby publiée en 1953
- Montage : Tina Hirsch
- Photographie : John Hora (en)
- Production : Jon Davison et Michael Finnell
- Effets spéciaux des créatures : Rob Bottin

### Quatrième épisode
- Titre original : Nightmare at 20,000 Feet
- Réalisation : George Miller
- Scénario : Richard Matheson, d'après l'épisode Cauchemar à 20 000 pieds (Nightmare at 20,000 Feet)[4] écrit par Richard Matheson
- Montage : Howard E. Smith
- Photographie : Allen Daviau

### Épilogue
- Titre original : Even Scarier
- Réalisation et scénario : John Landis

## Distribution
- Burgess Meredith (VF : Jacques Dynam) et Rod Serling (non crédités) : les narrateurs

### Prologue
- Dan Aykroyd (VF : Serge Sauvion) : le passager
- Albert Brooks (VF : Sady Rebbot) : le conducteur

### Premier segment
- Vic Morrow (VF : Bernard Fresson) : Bill
- Charles Hallahan (VF : Edmond Bernard) : Ray
- Doug McGrath (en) (VF : Michel Paulin) : Larry
- Steven Williams (VF : Sady Rebbot) : l'homme noir offensé
- Remus Peets : l'officier allemand n° 1
- Kai Wulff : l'officier allemand n° 2
- Norbert Weisser : le soldat n° 1

### Deuxième segment
- Scatman Crothers (VF : Robert Liensol) : M. Bloom
- Bill Quinn (VF : Philippe Dumat) : M. Conroy
- Murray Matheson (VF : Roland Ménard) : M. Agee
- Helen Shaw (VF : Lita Recio) : Mme Dempsey
- Martin Garner (VF : Claude Nicot) : M. Weinstein
- Selma Diamond (VF : Paule Emanuele) : Mme Weinstein
- Peter Brocco : M. Mute
- Priscilla Pointer : Mlle Cox

### Troisième segment
- Kathleen Quinlan (VF : Jocelyne Darche) : Helen Foley
- Jeremy Licht (VF : Damien Boisseau) : Anthony
- Kevin McCarthy (VF : Raymond Loyer) : Oncle Walt
- Patricia Barry (VF : Paule Emanuele) : la mère
- William Schallert (VF : Jacques Deschamps) : le père
- Nancy Cartwright (VF : Jeanine Freson) : Estelle
- Dick Miller (VF : Patrick Poivey) : Walter Paisley

### Quatrième segment et épilogue
- John Lithgow (VF : Marc François) : John Valentine
- Abbe Lane : l'hôtesse de l'air plus âgée
- Donna Dixon : l'hôtesse de l'air plus jeune
- John Dennis Johnston (VF : Jacques Brunet) : le copilote
- Christina Nigra (en) (VF : Jackie Berger) : la petite fille
- Charles Knapp : le Marshal de la sécurité aérienne
- Larry Cedar : le gremlin
- Dan Aykroyd (VF : Bernard Tixier) : l'ambulancier

## Production
Le tournage a lieu de juillet à décembre 1982. Il se déroule entièrement en Californie : à Los Angeles (Victory Boulevard, Mayerling Street, ...), à Piru, dans les Warner Bros. Studios de Burbank, à Santa Clarita et ses environs (notamment Canyon Country, Halfway House Cafe, Indian Dunes (en) à Valencia). Le tournage est marqué par le terrible accident d'hélicoptère dans le ranch de cinéma Indian Dunes (en) le 23 juillet 1982. L'acteur Vic Morrow et deux enfants acteurs meurent dans le crash (voir la section L'accident d'hélicoptère ci-dessous).

## Musique
Jerry Goldsmith avait auparavant composé la musique de plusieurs épisodes de la série originale. Il compose ici la musique de film, en ré-enregistrant notamment le célèbre générique de la série composé par Marius Constant. L'album est publié par Warner Bros. Records.
Liste des titres
1. Twilight Zone Main Title - Marius Constant (:42)
2. Overture (5:13)
3. Time Out (6:45)
4. Kick The Can (10:12)
5. Nights Are Forever - musique de Jerry Goldsmith, paroles de John Bettis, interprété par Jennifer Warnes (3:39)
6. It's A Good Life (10:52)
7. Nightmare At 20,000 Feet (6:53)
8. Twilight Zone End Title - Marius Constant (:45)

## L'accident d'hélicoptère

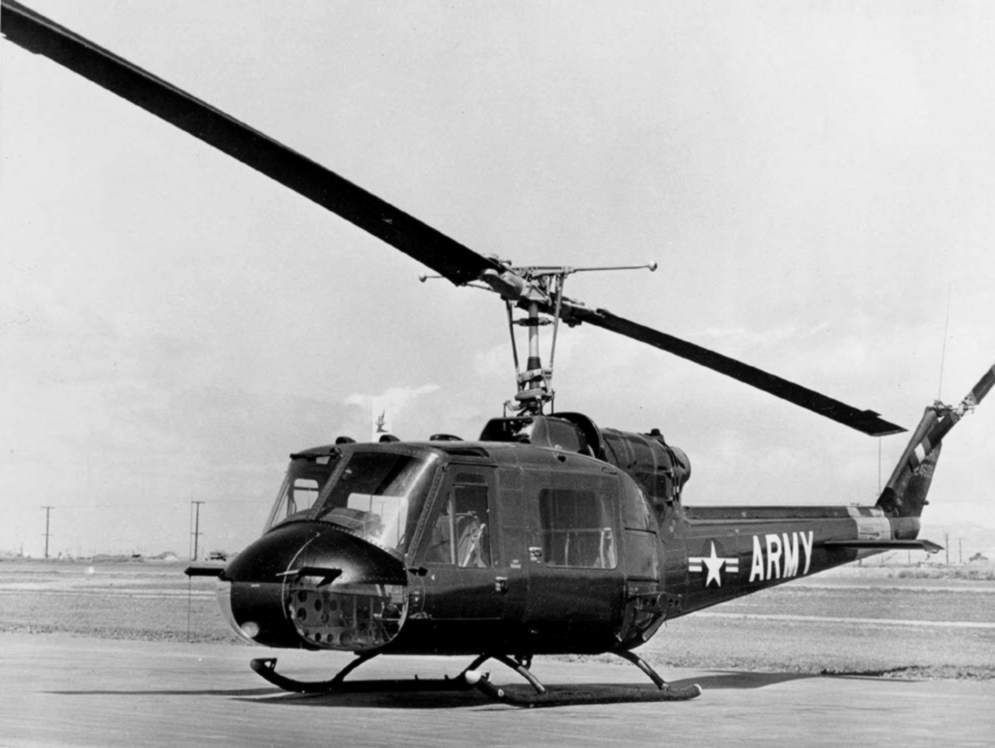
Un Bell UH-1 Iroquois similaire a celui du film

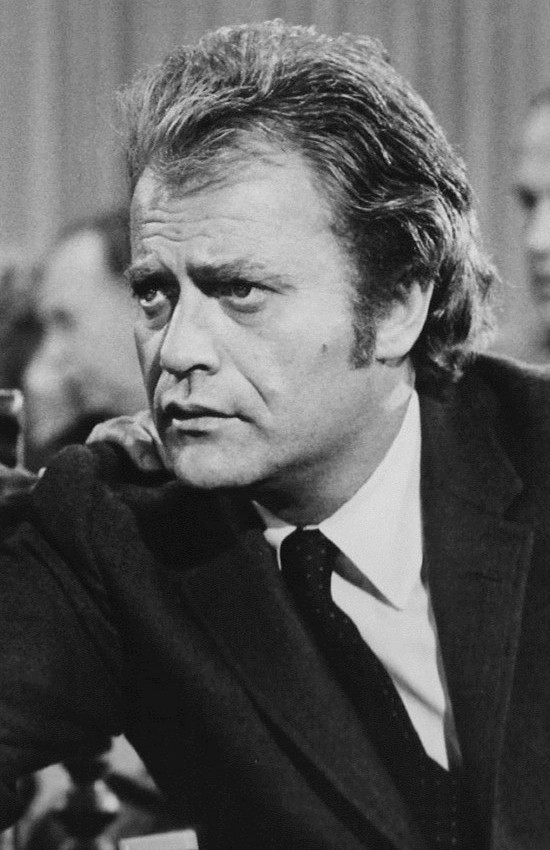
L'acteur Vic Morrow ici en 1971

L'acteur Vic Morrow et deux enfants asiatiques meurent accidentellement au cours du tournage, ce qui vaut à John Landis d'être inculpé d'homicide par imprudence, avant d'être acquitté.
Le 23 juillet 1982, l'acteur Vic Morrow et deux enfants engagés de manière illégale, My-ca Dinh Le et Renee Shin-Yi Chen, respectivement 7 et 6 ans, sont morts lors d'un accident impliquant un hélicoptère Bell UH-1 Iroquois sur le site d'Indian Dunes (en) à Valencia en Californie, lors du tournage d'une scène qui, pour des raisons évidentes, ne sera pas retenue au montage final de l'œuvre. L'hélicoptère, qui volait tout au plus à une altitude de 8 mètres, n'a pu éviter les explosions provoquées par les effets pyrotechniques utilisés pour la scène, alors qu'il survolait l'étendue d'eau où l'acteur avançait, tenant les deux enfants dans ses bras. Les explosions ayant endommagé le rotor et de manière générale rendu difficile le contrôle de l'appareil, celui-ci est venu s'écraser sur Renee Chen, que Morrow avait lâché sous l'effet du souffle, puis les pales ont décapité l'acteur et le deuxième enfant[réf. non conforme].

### Le procès
Les suites judiciaires de l'affaire s'étendirent sur près de dix ans. Les parents des deux jeunes victimes ainsi que les deux filles de Vic Morrow, Carrey Morrow et Jennifer Jason Leigh, ont attaqué en justice les différents acteurs du drame, dont le réalisateur John Landis, son producteur, le responsable des effets spéciaux et la Warner Bros. Les poursuites de la famille de Morrow firent l'objet d'un règlement hors cour dont les termes sont demeurés confidentiels. Par ailleurs, le ministère public de la Californie inculpa plusieurs des responsables du tournage pour homicide involontaire. Tous les accusés ont été acquittés sur le chef d'homicide involontaire.  Bien qu'il fût reproché à John Landis d'avoir sciemment employé illégalement deux enfants en pleine nuit, contre la législation californienne, et d'avoir multiplié les prises de risque (il a notamment demandé à l'hélicoptère de voler encore et toujours plus bas), cela ne fit pas l'objet de chefs d'inculpation distincts. L'affaire fut suivie de modifications à la législation californienne.

## Novélisation
Robert Bloch a écrit une novélisation (éd. J'ai lu no 1530) d'après les scénarios du film.